# Dexter Building
Dexter Building era un edificio storico situato al 630 South Wabash Avenue, nel quartiere South Loop di Chicago, Illinois. L'edificio fu progettato dallo studio di Dankmar Adler e Louis Sullivan e costruito nel 1887.
Prima della sua distruzione nel 2006, era uno degli edifici di Louis Sullivan più antichi sopravvissuti ed era considerato un precursore del vicino Auditorium Building. Fu designato come Chicago Landmark nel 1996 e fu descritto dalla Landmarks Division del Dipartimento di Pianificazione e Sviluppo della Città di Chicago come un
Si distingueva per l'uso di travi esterne perforate, anticipando questa tecnica che si diffonderà nei decenni successivi.

## Storia
Gli architetti Dankmar Adler e Louis Sullivan progettarono l'edificio Wirt Dexter Building come magazzino e negozio di mobili per Wirt Dexter Walker, un prestigioso avvocato, nel 1887, dodici anni prima della sua morte. Questo edificio ospitò molte attività commerciali nel corso degli anni. Dal 1967 fu la sede del George Diamond Steak House, e i piani superiori ospitarono successivamente il Sawyer Secretarial College.

### Incendio
Il 24 ottobre 2006, alcuni operai stavano tagliando una caldaia nel seminterrato per la sua successiva rottamazione con torce ad acetilene che provocarono un grande incendio. L'incendio è sfuggito al controllo e ha devastato l'edificio. Al suo culmine, l'incendio, iniziato nel seminterrato intorno alle 15:00, fu dichiarato di grado 5, il massimo livello di allerta del Chicago Fire Department, con oltre 250 vigili del fuoco che risposero alla chiamata.
In seguito all'incendio, la struttura rimanente dell'edificio era troppo instabile per essere salvata e fu demolita. Al momento dell'incendio non c'era assicurazione sull'edificio.

## Cultura popolare
L'edificio Wirt Dexter Building può essere visto sullo sfondo di una scena del film del 2001 L'ultimo guerriero.